# Рат-тауі

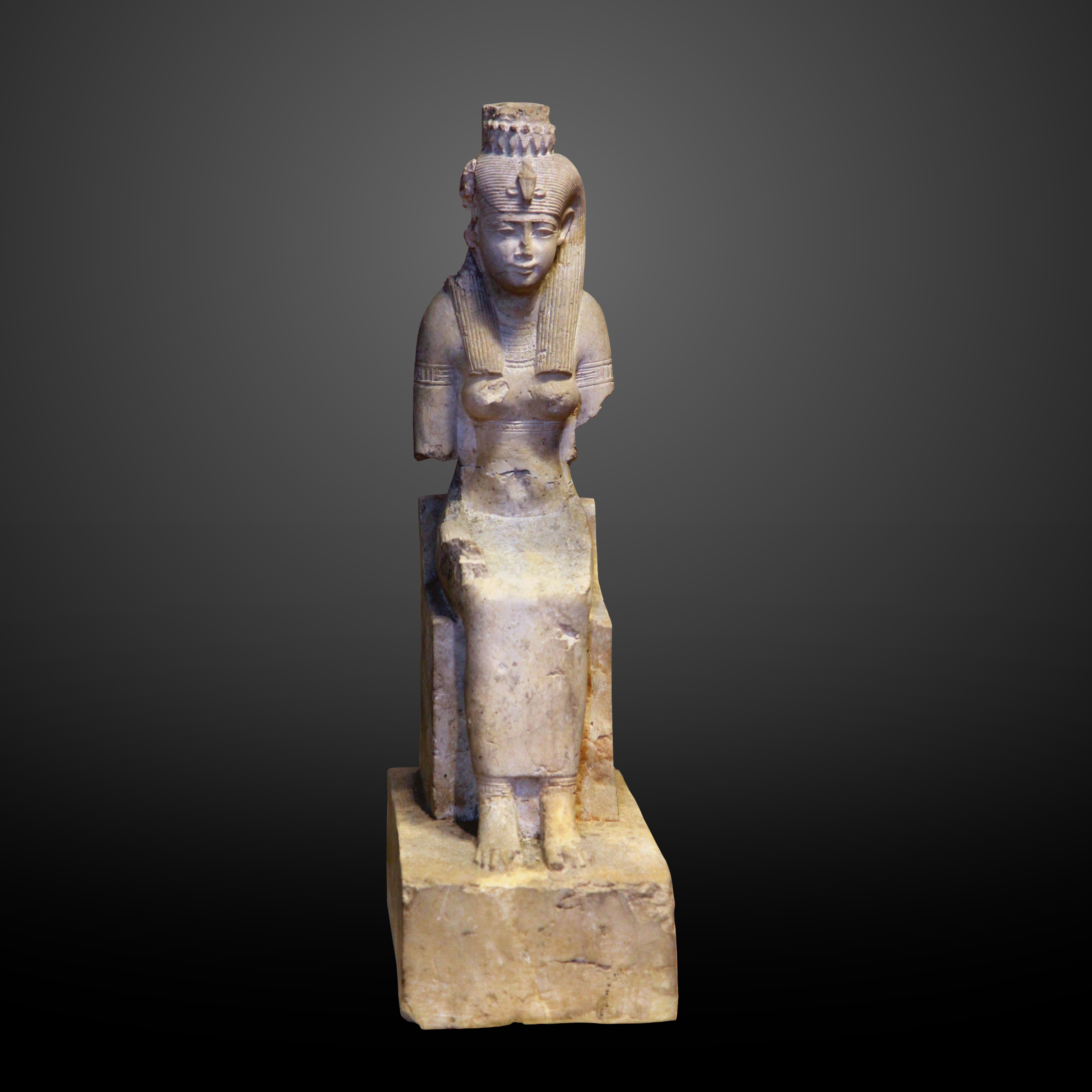
Рат-тауі

Рат-Тауі («Рат» — форма жіночого роду Ра, «Тауі» — букв. «Обидві землі») — в єгипетській міфології богиня сонця, жіноче уособлення верховного солярного божества Ра. Одружена з Монту, народила дитину-сонце Гора-па-Ра. Ототожнювалася з Іуніт, Тененет. Іпостассю Рат-Тауі нерідко була Сешат.

## Джерело
- Єгипетська Богиня Рат-Тауі. supermif.com. Архів оригіналу за 28 жовтня 2014.